# 하시모토 교스케
하시모토 교스케(일본어: 橋本 恭輔, 1998년 5월 2일~)는 일본의 축구 선수이다.

## 구단 경력
그는 2021년 일본 지역 리그의 도쿄 23 FC에 입단했다. 2022년 J3리그의 YSCC 요코하마로 이적했다. 2023년 일본 지역 리그의 본즈 이치하라로 이적했다.